# Лю Шоубінь
Лю Шоубінь (3 березня 1968) — китайський важкоатлет.
Срібний призер Олімпійських Ігор 1992 року в категорії до 56 кг, бронзовий призер 1988 року в категорії до 56 кг.